# I Say a Little Prayer
"I say a little prayer"  —en español: «Rezo un poco»— es una canción compuesta por Burt Bacharach y Hal David. La grabación original fue en 1967 y pertenece a Dionne Warwick; el tema se convirtió en un gran éxito con ella y un año después en la voz de Aretha Franklin.
Con el paso del tiempo ha sido grabada por muchos cantantes como por ejemplo Diana King, Martha and the Vandellas, Al Green, Rupert Everett, etc. y sido parte sonora de muchas películas como La boda de mi mejor amigo, El valle de las muñecas y otras.